# Chris Doig
Christopher Ross Doig, detto Chris (Dumfries, 13 febbraio 1981), è un ex calciatore scozzese, di ruolo attaccante.

## Carriera

### Giocatore

#### Club
Inizia la carriera nelle giovanili del Queen of the South, con la cui prima squadra durante la stagione 1996-1997, all'età di nemmeno 16 anni, esordisce tra i professionisti, giocando 4 partite nella terza divisione scozzese. Si trasferisce poi in Inghilterra, al Nottingham Forest: dopo un'annata trascorsa nelle giovanili nella stagione 1998-1999, conclusasi con una retrocessione in seconda divisione, gioca 2 partite nella prima divisione inglese. Tra il 1999 ed il 2005 gioca invece complessive 75 partite in seconda divisione, segnandovi anche una rete. Trascorre inoltre quattro stagioni e mezzo al Northampton Town (una stagione e mezzo in quarta divisione e successivamente tre stagioni in terza divisione), per poi dal 2009 al 2011 giocare nella prima divisione australiana con i C.C. Mariners, con i quali disputa 26 partite in questo torneo; nel 2011 trascorre invece un periodo in prestito al Pelita Jaya, con cui disputa 12 incontri nella prima divisione indonesiana. Dal 2011 al 2015, anno in cui all'età di 34 anni si ritira dal calcio professionistico, gioca invece con vari club tra la quarta e la quinta divisione inglese.

#### Nazionale
Ha giocato nelle nazionali giovanili scozzesi Under-18 ed Under-21.

### Allenatore
Ha lavorato come vice allenatore per vari club professionistici inglesi.

## Palmarès

### Club

#### Competizioni nazionali
- FA Trophy: 1

York City: 2011-2012